# Yung Lean
Yung Lean (conosciuto anche con gli pseudonimi Metal Storm, Jonatan Leandoer127 e Jonatan Leandoer96), pseudonimo di Jonatan Leandoer Håstad (Stoccolma, 18 luglio 1996), è un rapper e cantante svedese.

## Biografia

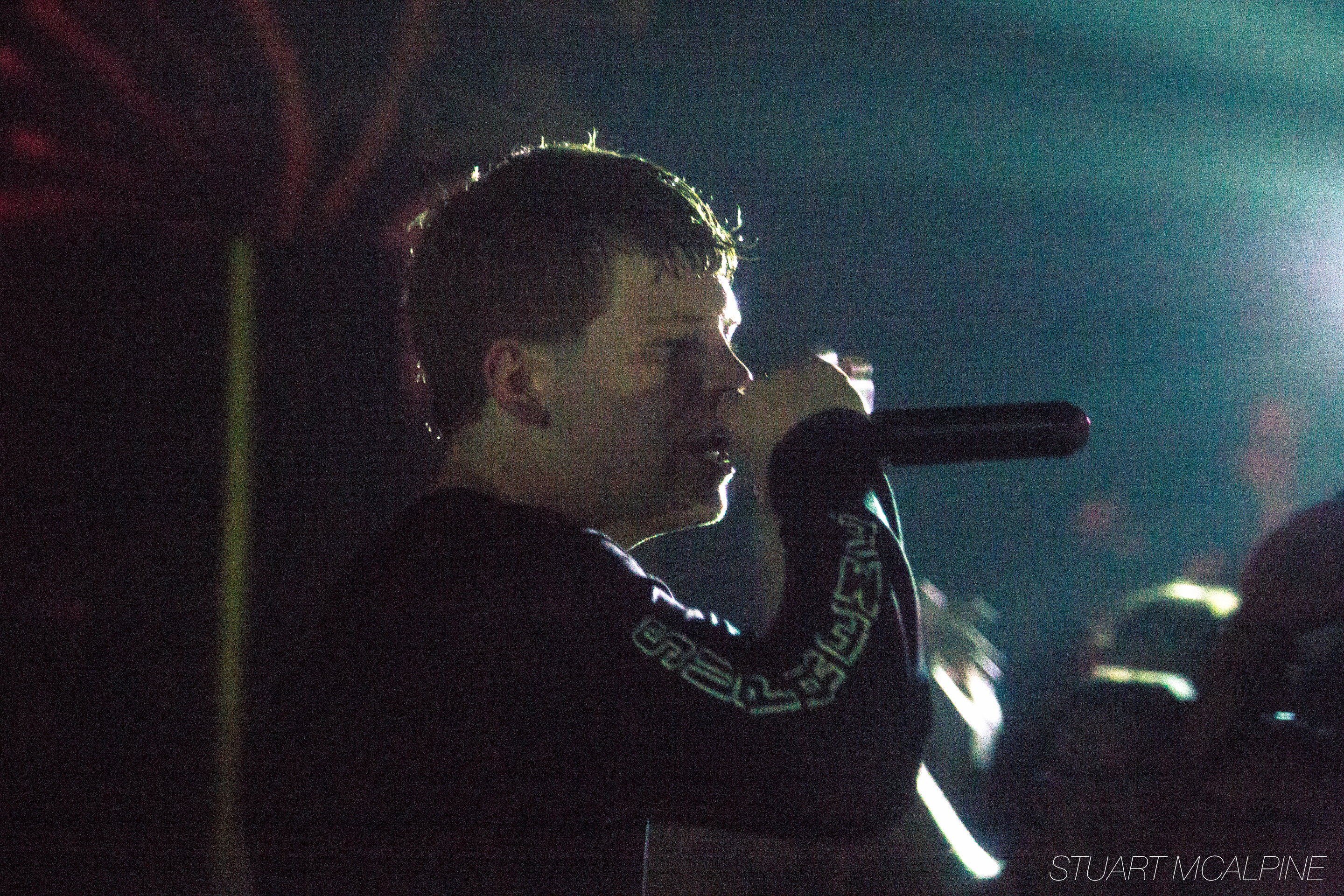
Yung Lean a Brooklyn nel 2014

Nato a Stoccolma, è cresciuto nel quartiere di Södermalm a Stoccolma, Yung Lean ha iniziato ad attrarre l'attenzione del pubblico quando il video musicale per la sua traccia Kyoto ha guadagnato popolarità superando le 59 milioni di visualizzazioni su YouTube. Si esibisce e registra con il gruppo di cui è leader, i "Sad Boys", di cui fanno parte i produttori e musicisti Yung Sherman e Yung Gud. Yung Lean è stato criticato per la sua maniera «lenta» di rappare. La rivista XXL lo ha incluso nella sua lista "15 Rapper Europei che dovresti conoscere".
La rivista Fact ha interpretato il mixtape Unknown Death 2002 come «una logica continuazione delle tecniche innovative di Clams Casino e Beautiful Lou, emergenti con una malinconia che gocciola di fascino raro e serio», mentre la rivista Vibe lo ha incluso nella sua lista dei "10 Mixtape rap di debutto più trascurati del 2013", descrivendolo come «una naturale progressione dalle rime liberamente associate, spesso senza senso, di Lil' B con un senso melodico più acuto». Yung Lean è conosciuto anche per indossare spesso dei cappelli da pescatore. Vice ha infatti riportato che «Yung Lean farà dei cappelli da pescatore ciò che Mac Miller ha fatto degli Snapback». I suoi testi parlano spesso della sua adolescenza travagliata, della sua passione per i videogiochi, uso di droghe e apprezzamento per prodotti come Arizona Iced Tea, North Face e Gatorade.
Nel 2013, Yung Lean Mussana e il suo gruppo, i Sad Boys, sono stati in tour per l'Europa. Sempre nel 2013 Fact ha pubblicato un articolo dal titolo Rise of the Sad Boys: from Kompakt to Yung Lean, a history of how electronic musicians have worn their sadness on their sleeves, dichiarando che «il mixtape di Yung Lean Unknown Death 2002 è la quintessenza del rap triste». Nel 2013 Acclaim Magazine ha avuto Yung Lean come ospite per un'intervista, dove è stato interpellato in merito a svariati argomenti, come la sua cura per una sbronza e il suo sfondo del desktop.
Consequence ha posizionato la traccia Ginseng Strip 2002,  parte dell'EP di Yung Lean Lavender, al numero 44 nella loro lista delle "50 migliori canzoni del 2013". Nel 2014 Yung Lean e i Sad Boys si sono imbarcati nel White Marble Tour, suonando in ventiquattro città europee. Poco dopo la conclusione del tour, i Sad Boys hanno annunciato un futuro Black Marble Tour, che includerà tappe in Nord America e Canada. Il primo di questi show ha avuto luogo al Webster Hall, a New York. Il rilascio del suo nuovo album Unknown Memory è programmato per il 2014. Yung Lean è stato tra i 5 finalisti del P3 Guld nella categoria Hip Hop/Soul.
Il 10 novembre 2017 pubblica il suo nuovo album Stranger, anticipato dai singoli Red Bottom Sky, Hunting My Own Skin, Skimask e Metallic Intuition. Nel 2018 pubblica il mixtape Poison Ivy, interamente prodotto dal collaboratore di fiducia Whitearmor.
Il 15 maggio 2020 pubblica il sesto album in studio Starz, anticipato dai singoli Boylife In EU, Violence e Pikachu. Il 21 dicembre riprende il progetto jonatan leandoer96, pubblicando sotto questo pseudonimo l'album Blodhundar & Lullabies.
Anticipato dal singolo Trip, il 7 aprile viene pubblicato Stardust, il quinto mixtape dell'artista svedese a due anni dalla pubblicazione del suo ultimo progetto, Blodhundar & Lullabies. Composto da dodici tracce, il disco presenta ospiti come FKA Twigs, Skrillex, Thaiboy Digital, Bladee, Ecco2k e Ant Wan. In concomitanza con l'uscita del progetto, su YouTube è stato pubblicato il videoclip relativo al brano Bliss, in cui è presente la partecipazione vocale di Twigs.
Nell'ottobre 2024 collabora con Charli XCX e Robyn in una versione remix del brano 360, contenuto nell'album Brat and It's Completely Different but Also Still Brat.

## Discografia

### Album in studio

#### Da solista
- 2014 – Unknown Memory
- 2016 – Warlord
- 2017 – Stranger
- 2019 – Nectar (come jonatan leandoer96)
- 2020 – Starz
- 2020 – Blodhundar & Lullabies (come jonatan leandoer96)
- 2024 – Psykos (con Bladee)
- 2025 – Jonatan

#### Album dal vivo
- 2019 – Live in Stockholm (con Gud come Död Mark)

#### Raccolte
- 2018 – Chapter 1

#### Mixtape
- 2013 – Unknown Death 2002
- 2016 – Frost God
- 2016 – Psychopath Ballads (come jonatan leandoer96)
- 2018 – Poison Ivy (con Whitearmor)
- 2022 – Stardust

#### EP
- 2013 – Lavender
- 2015 – New Era (con Baba Stiltz come Metal Storm)
- 2017 – Psychopath Ballads (come jonatan leandoer96)
- 2017 – Katla (come jonatan leandoer96)
- 2018 – Crash Bandicoot & Ghostface / Shyguy
- 2019 – Total Eclipse

#### Singoli

##### Come artista principale
- 2013 – Marble Phone (con Kreayshawn)
- 2013 – Kyoto
- 2014 – Yoshi City
- 2015 – Crystal Clear Ice
- 2016 – Hoover / How U Like Me Now? (con Thaiboy Digital)
- 2016 – Af1s (con Ecco2k)
- 2017 – Red Bottom Sky
- 2017 – Hunting My Own Skin
- 2017 – Skimask
- 2018 – King Cobra (con Thaiboy Digital)
- 2018 – Like Me (con Lil Dude)
- 2018 – Creep Creeps
- 2019 – First Class (con Thaiboy Digital)
- 2019 – Blue Plastic
- 2020 – Boylife in EU
- 2020 – Violence
- 2020 – Pikachu
- 2022 –Trip

##### Come artista ospite
- 2014 - Diamonds  (ThaiBoy Digital feat. Yung Lean)
- 2015 - Blood Rain  (Bladee feat. Yung Lean)
- 2016 – To Me (Luckaleannn feat. Yung Lean)
- 2016 - Ten  (Adamn Killa feat. Yung Lean)
- 2017 – No Mercy (Yung Bans feat. Yung Lean)
- 2017 – Gotham City (Bladee feat. Yung Lean)
- 2019 – Red Velvet (Bladee feat. Yung Lean)
- 2019 - Divine Madness  (Wondha Mountain feat. Yung Lean)
- 2020 – Evigheten (Abidaz feat. Yung Lean)
- 2021 - Summer Rain (Woesum feat. Yung Lean)
- 2021 - Violet Gold (Woesum feat. Bladee, ThaiBoy Digital & Yung Lean)
- 2021 - Walking Ferragamo (Woesum feat. Yung Lean)
- 2021 - Evil Empire  (Woesum feat. Yung Lean)
- 2022 - Overtime (Babyface Ray feat. Yung Lean)

### Död Mark
- 2014 – Demos
- 2016 – Drabbad av sjukdom (con i Död Mark)